# Dover, Delaware

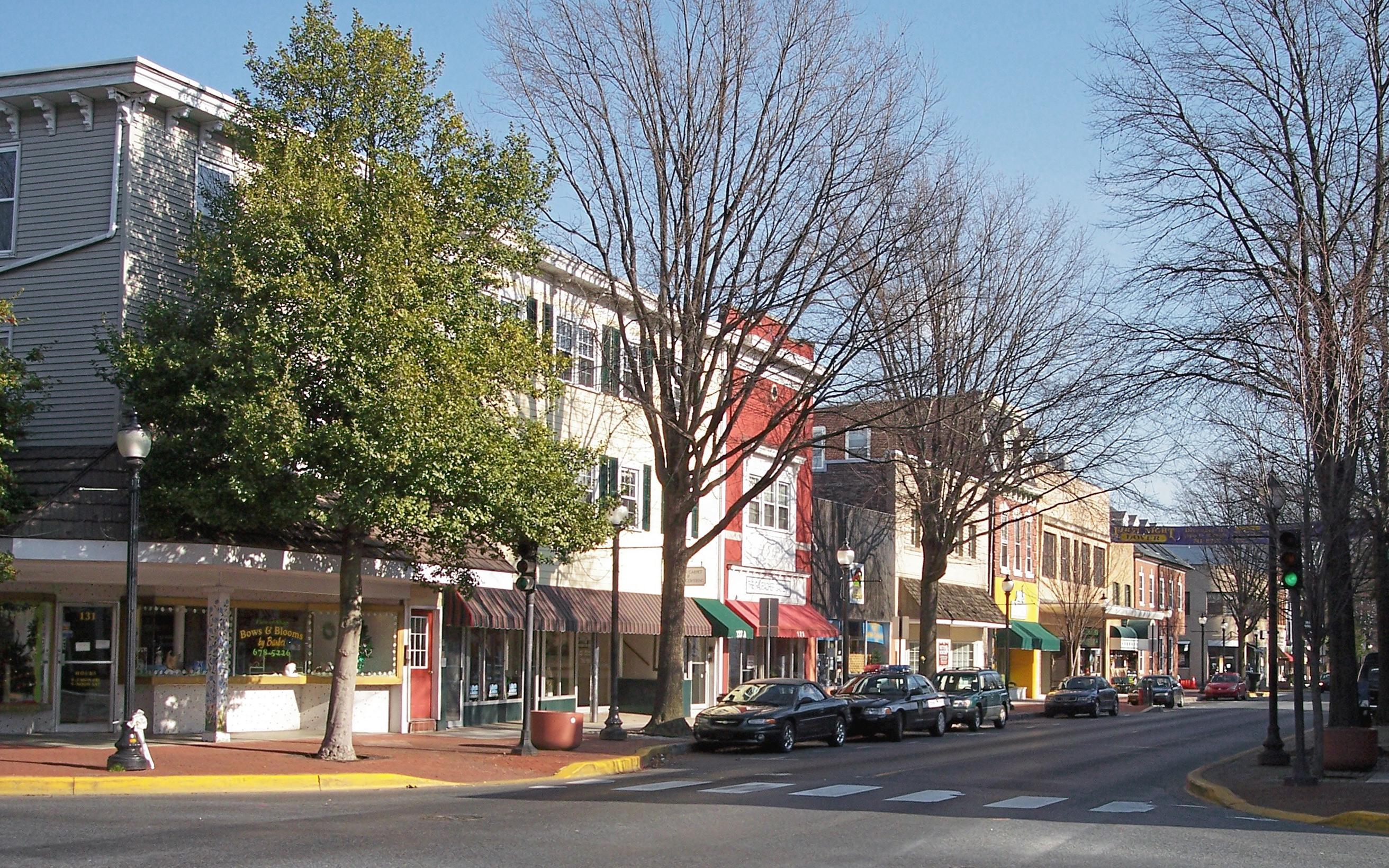
Dover, Delaware

Thành phố Dover là thủ phủ và là thành phố lớn thứ nhì tiểu bang Delaware, Hoa Kỳ. Đó cũng là quận lỵ của quận Kent, và là thành phố chính của vùng thống kê đô thị Dover, Delaware, trong đó bao gồm tất cả quận Kent. Nó nằm trên sông St. Jones trong vùng đồng bằng ven biển sông Delaware. Nó được đặt tên là William Penn cho Dover ở Kent, Anh. Năm 2010, thành phố có dân số 36.047 người. 

## Lịch sử
Dover đã được thành lập như là thành phố mới thành lập của quận Kent năm 1683 bởi William Penn, chủ sở hữu của lãnh thổ thường được gọi là các"các quận hạt thấp hơn bên sông Delaware."Sau đó, năm 1717, thành phố đã chính thức được đặt ra bởi một ủy ban đặc biệt của Đại hội đồng Delaware. Thủ phủ của tiểu bang Delaware đã được chuyển từ Newcastle vào năm 1777 bởi vì vị trí trung tâm của nó và tương đối an toàn từ các toán cướp Anh trên sông Delaware. Bởi vì một đạo luật được thông qua vào tháng 10 năm 1779, nghị viện được bầu để nhóm họp tại bất kỳ nơi nào trong tiểu bang mà họ thấy phù hợp, nhóm họp lần lượt ở Wilmington, Lewes, Dover, Newcastle, và Lewes một lần nữa, cho đến khi nó cuối cùng đóng vĩnh viễn tại Dover tháng 10 năm 1781. quảng trường trung tâm của thành phố, được gọi là Xanh, là vị trí của các cuộc biểu tình, duyệt binh, và các sự kiện yêu nước khác. Cho đến ngày nay, Xanh vẫn là trái tim của khu di tích lịch sử Dover và vị trí của Delaware Tòa án tối cao và Tòa án quận Kent.
Dover là nổi tiếng nhất là nhà của Caesar Rodney, các nhà lãnh đạo nổi tiếng thời chiến của Delaware trong cuộc Cách mạng Mỹ. Ông được biết là đã bị chôn vùi bên ngoài Dover, nhưng vị trí chính xác của ngôi mộ của ông chưa được biết. Một bia kỷ niệm trong danh dự của ông được dựng lên tại các nghĩa trang của Giáo hội Đồng Giám mục Đức Kitô gần xanh Dover. 
Dover và quận Kent đã bị chia rẽ sâu sắc về vấn đề chế độ nô lệ, và các thành phố là một"điểm dừng"trên các đường sắt ngầm vì sự gần gũi của nó đối với Maryland còn giữ chế độ nô lệ và các bang không còn chế độ nô lệ Pennsylvania và New Jersey. Đó là nhà của một cộng đồng Quaker lớn khuyến khích một nỗ lực giải thoát duy trì trong những năm đầu thế kỷ XIX. 